# 新屋氣象站
新屋氣象站（全名交通部中央氣象署新屋氣象站），為交通部中央氣象署設在桃園市新屋區的四等氣象站，前身為交通部中央氣象署氣象衛星中心衛星資料接收站。
交通部中央氣象署因應桃園縣2014年12月25日升格為直轄市，為加強桃園地區氣象監測、資訊蒐集，以及強化桃園縣各鄉鎮市的氣象預報與災害預防，特於新屋鄉成立新屋氣象站。

## 歷史
- 2013年7月1日：開站，稱為新屋氣象站。[1]

## 編制
屬交通部中央氣象署四等氣象站，主任1人、職員3人。

## 外部連結
- 交通部中央氣象署新屋氣象站 （页面存档备份，存于）